# 호아킨 구스만

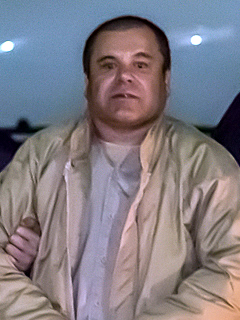
호아킨 구스만.

호아킨 아르치발도 구스만 로에라(스페인어: Joaquín Archivaldo Guzmán Loera, 1957년 4월 4일 ~ )는 멕시코의 마약 밀매 · 밀수 조직 시날로아 카르텔(Sinalloa Cartell)의 간부이다.
그는 1993년, 과테말라에서 마약밀매와 살인 등의 혐의로 체포된 뒤, 2001년에 탈옥하였다. 탈옥 13년후인 2014년 2월 22일, 그는 멕시코시티의 한 비행장에서 체포되었다. 그러나 이듬해인 2015년에 또 다시 탈옥하였으나, 2016년1월8일 체포되어 2015년에 탈출한 연방 사회갱생 제1호 알티플라노 센터(스페인어: Centro Federal de Readaptación Social Número 1 "Altiplano") 교도소에 수감 하여 종신형을 선고 받은 후, 미국에서 그의 송환을 요구하고 있다.